# کوکلوجه (گرگر)
کوکلوجه (به ترکی استانبولی: Köklüce) (به کردی: Olbiş) یک منطقهٔ مسکونی کردنشین در ترکیه است که در گرگر، آدیامان واقع شده‌است